# Zjivko Zjelev
Zjivko Dinchev Zjelev (Bulgaars: Живко Динчев Желев) (Stara Zagora, 23 juli 1979) is een Bulgaarse voetballer (verdediger) die sinds 2011 voor Slavia Sofia speelt.

## Clubcarrière
Eerder Zjelev hij onder meer uit voor de Roemeense eersteklasser Oțelul Galați en Liteks Lovetsj in Bulgarije. Hij was altijd zeer trouw gebleven aan de club en was zeer geliefd bij de supporters. In 2006 kreeg hij de prijs voor de beste Litex-speler van het seizoen. Ondanks zijn succes bij Litex verliet Zhelev de club en trok naar het Roemeense Oţelul Galaţi.

## Interlandcarrière
Zjelev speelde voor de U-21 van Bulgarije 24 wedstrijden en kon daarin twee keer scoren. Onder leiding van bondscoach Stoycho Mladenov maakte hij zijn debuut voor de nationale A-ploeg op 28 januari 2001 in de vriendschappelijke uitwedstrijd tegen Jamaica (0-0). Hij kreeg in die wedstrijd in de 90ste minuut de rode kaart van scheidsrechter Carlos Batres uit Guatemala. Sinds 2001 speelde hij zes wedstrijden voor de nationale ploeg van Bulgarije.

## Erelijst
Oţelul Galaţi
- Liga 1

2011